# Kabir Helminski
Kabir Edmund Helminski (* 1947) ist ein US-amerikanischer Scheich der Mevlevi-Tariqa (Mevlevi-Derwisch-Orden). Er ist Co-Director der Book Foundation in den Vereinigten Staaten von Amerika. Er ist der Gründer der Threshold Society. Helminski übersetzte viele Werke des islamischen Mystikers Dschalal ad-Din ar-Rumi ins Englische. Von der Selçuk Üniversitesi in Konya erhielt er die Ehrendoktorwürde auf dem Gebiet der Literatur.
Er war einer der 138 Unterzeichner des offenen Briefes Ein gemeinsames Wort zwischen Uns und Euch (engl. A Common Word Between Us & You), den Persönlichkeiten des Islam an „Führer christlicher Kirchen überall“ (engl. „Leaders of Christian Churches, everywhere …“) sandten (13. Oktober 2007).
2009 wurde er in der Liste der 500 einflussreichsten Muslime des Prinz-al-Walid-bin-Talal-Zentrums für muslimisch-christliche Verständigung der Georgetown University und des Royal Islamic Strategic Studies Centre von Jordanien aufgeführt.